# L'Aigle de la Neuvième Légion (film)
Pour les articles homonymes, voir L'Aigle de la Neuvième Légion.
Pour plus de détails, voir Fiche technique et Distribution.
L'Aigle de la Neuvième Légion (The Eagle) est un péplum britannico-américain réalisé par Kevin Macdonald et sorti en 2011. Il s'agit d'une adaptation du roman du même nom de Rosemary Sutcliff, lui-même inspiré d'une énigme historique, la supposée disparition de la neuvième légion romaine dans le nord de l'Écosse au début du IIe siècle de notre ère.

## Synopsis
En 140 de notre ère, à l'époque de l'empire romain, un jeune centurion, Marcus Aquila, tente de lever le mystère qui plane sur la disparition de la Legio IX Hispana, survenue vingt ans plus tôt, et dans laquelle son père était commandant de la 1re cohorte. À cette fin, Aquila se rend au nord de la Britannia en compagnie d'un esclave celte, Esca, qui lui doit la vie. Tous deux s'aventurent au-delà du mur d'Hadrien, jusqu'en Calédonie, où ils sont confrontés aux tribus pictes. 
Aquila est déterminé à retrouver l'emblème de la légion disparue en territoire picte en même temps que son père. Au cours de son voyage, il rencontre une tribu locale, le « peuple des phoques », dont il devient le prisonnier. Grâce à Esca, qui a fait semblant de le trahir pour tromper le peuple des phoques, Marcus récupère l'aigle et les deux hommes s'enfuient. Le « peuple phoque » se lance à leur poursuite. Une dernière bataille a lieu, Marcus a le soutien inespéré des rescapés de la IXe légion et, en compagnie d'Esca devenu son ami, il peut rapporter l'aigle à Rome. On lui propose alors de refonder la légion.

## Fiche technique
- Titre francophone : L'Aigle de la Neuvième Légion[2]
- Titre original : The Eagle
- Réalisation : Kevin Macdonald
- Scénario : Jeremy Brock[1], d'après le roman L'Aigle de la Neuvième Légion de Rosemary Sutcliff
- Musique : Atli Örvarsson (musique additionnelle de Dave Fleming)
- Photographie : Anthony Dod Mantle
- Montage : Justine Wright
- Direction artistique : Peter Francis, Neal Callow et Zsuzsa Kismarty-Lechner
- Costumes : Michael O'Connor
- Supervision des effets visuels : John Lockwood et Steve Street
- Production : Duncan Kenworthy
  - Coproduction : Caroline Hewitt
  - Production exécutive : Miles Ketley, Charles Moore et Tessa Ross
- Sociétés de production : Focus Features, Film4 et Toledo Productions
- Distribution :
- Budget : 25 millions de dollars
- Pays de production :  États-Unis,  Royaume-Uni
- Langues originales : anglais (et gaélique écossais pour certains dialogues)
- Genre : péplum, drame historique
- Durée : 114 minutes
- Dates de sortie :
  - États-Unis : 11 février 2011
  - France : 4 mai 2011

## Distribution
- Channing Tatum (VF : Axel Kiener ; VQ : Frédérik Zacharek) : Marcus Flavius Aquila
- Jamie Bell (VF : Benjamin Bollen ; VQ : Hugolin Chevrette-Landesque) : Esca
- Donald Sutherland (VF : Bernard Tiphaine ; VQ : Vincent Davy) : Aquila (oncle de Marcus)
- Mark Strong (VF : Éric Herson-Macarel ; VQ : Patrick Chouinard) : Lucius Caius Metellus[3] / Guern
- Denis O'Hare (VF : Nicolas Marié ; VQ : Thiéry Dubé) : Lutorius
- Tahar Rahim : le prince du peuple picte
- Dakin Matthews : Claudius
- Douglas Henshall : Cradoc
- Jon Campling : un montagnard calédonien
- Julian Lewis Jones : Cassius
- Paul Ritter (VF : Gérard Darier) : Galba
- Lukács Bicskey : le shamane
- Jamie Beamish : un légionnaire
- Ben O'Brien : un garde du campement
- Brian Gleeson : un calédonien
- Walter Van Dyk : un patricien

## Production

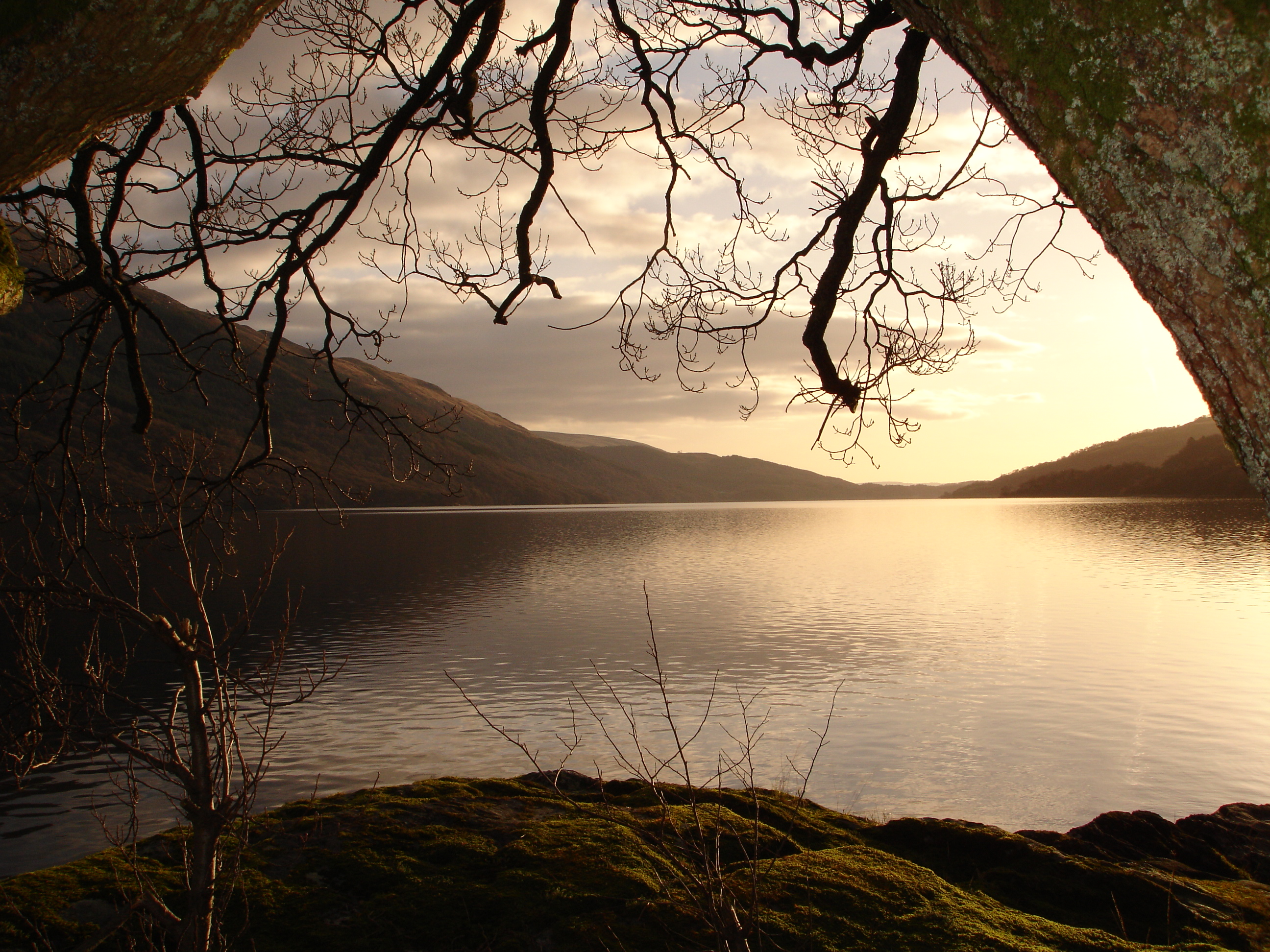
Le loch Lomond, l'un des lieux de tournage du film.

Le tournage a démarré le 24 août 2009 et a été réalisé entièrement sur site, en Écosse et en Hongrie. Pour les scènes tournées en Écosse, la production s'est installée à Film City, à Glasgow, et a tourné notamment au nord d'Ullapool dans le Wester Ross, et autour du loch Lomond. La production s'est aussi déplacée dans le village d'Achiltibuie, sur la côte ouest écossaise, en face des îles Summer.

## Accueil

### Critique
Le film sort aux États-Unis le 11 février 2011, puis au Royaume-Uni le 25 mars. Il reçoit dans ces deux pays un accueil critique dans l'ensemble tiède : à la date du 3 mai, le site de synthèse de critiques Rotten Tomatoes lui donne une moyenne de 5,4 sur une échelle de 10, fondée sur 133 critiques de presse, tandis que le site Metacritic lui donne une note de 55 sur 100 fondée sur 35 critiques de presse.

### Box-office
- Monde : 40 millions $ [8]
- États-Unis : 20 millions $
- France : 2,1 millions $ (225 000 entrées)

## Commentaires
Kevin Macdonald voulait mettre en scène la confrontation entre la culture romaine de Marcus Aquila et les cultures des tribus habitant la région à l'époque, les Pictes mais aussi d'autres tribus celtes ; ces tribus, et notamment les Pictes, étant très mal connues, il disposait d'une certaine liberté pour en offrir une reconstitution. Afin de mettre en place un symbolisme contemporain, les Romains sont tous joués par des Américains, tandis que les tribus locales sont jouées par des Écossais. Les tribus locales apparaissant dans le film parlent en gaélique. Ce détail est historiquement inexact, car le gaélique n'a été introduit en Écosse qu'au IVe siècle : il est plus probable qu'à l'époque à laquelle se situe le film, les tribus celtes parlaient le picte, autre langue de la famille des langues celtiques, mais très différente du gaélique. Kevin Macdonald a néanmoins choisi le gaélique pour donner à entendre un équivalent proche des langues de la région. Outre la langue gaélique, Macdonald s'est aussi intéressé à la danse et à la musique celtique ancienne, en employant des instruments comme le carnyx.
Le film traite globalement du même sujet que Centurion de Neil Marshall, sorti en 2010. Cependant, L'Aigle de la Neuvième Légion est l'adaptation cinématographique du roman du même nom de Rosemary Sutcliff, un classique de la littérature pour la jeunesse en Grande-Bretagne, publié en 1954. Les deux films ont en commun de traiter du thème de la confrontation entre une armée impérialiste et les populations locales et de développer indirectement une réflexion politique sur des conflits comme la guerre d'Afghanistan des années 2000.